# Bahnhof Rövershagen
Der Bahnhof Rövershagen ist der Bahnhof des Ortes Rövershagen im Landkreis Rostock in Mecklenburg-Vorpommern. Er wurde 1888 an der Bahnstrecke Stralsund–Rostock eröffnet. 1925 kam die Bahnstrecke nach Graal-Müritz hinzu. Bis in die 1990er Jahre hielten in Rövershagen Fernverkehrszüge. Das Empfangsgebäude steht heute unter Denkmalschutz.

## Lage
Der Bahnhof Rövershagen liegt im Ortskern von Rövershagen an der Bundesstraße 105. In Richtung Westen ist die nächste Station der etwa zwei Kilometer entfernte Haltepunkt 	Rövershagen Karls Erlebnisdorf (Purkshof). Der Bahnhof Gelbensande liegt zirka vier Kilometer weiter östlich. An der Strecke nach Graal-Müritz ist die nächstgelegene Station in sieben Kilometern der Haltepunkt Rostock-Torfbrücke.

## Geschichte und Verkehrsentwicklung
Am 1. Juli 1888 wurde die Strecke zwischen Stralsund und Ribnitz eröffnet. Damit ging auch der Bahnhof in Rövershagen in Betrieb. Die offizielle Eröffnung der Bahnstrecke nach Graal-Müritz folgte am 1. Juli 1925. Ab diesem Zeitpunkt handelte es sich bei Rövershagen um einen Anschlussbahnhof.
Zu DDR-Zeiten besaß Rövershagen durch den Anschluss zum Ostseebad Graal-Müritz für den Personenverkehr eine große Bedeutung. Dafür hielten zum Umsteigen der Urlauber sogar Schnellzüge im Bahnhof. Fernverkehrszüge halten heute nicht mehr in Rövershagen. Güterverkehr findet nur noch in kleinem Umfang statt. Zuvor waren ein Mischwerk und ein größeres Sägewerk die wichtigsten Kunden im Güterverkehr. Eine Laderampe und das entsprechende Ladegleis sind ungenutzt. Bei einer Durchlasserneuerung im Bahnhof wurden allerdings die Gütergleise zunächst liegen gelassen. Pläne für die Beseitigung dieser Gleise bestehen bereits, doch kam es bisher nicht dazu. Die Gütergleise wurden zuletzt zum bis 2008 jährlich bei Rövershagen stattfindenden Force Attack Festival genutzt. Dazu wurden dort Sonderzüge abgestellt. Nachdem das Festival nach Klingendorf verlegt worden war, fand sich für diese Gleise keine Nutzung mehr.

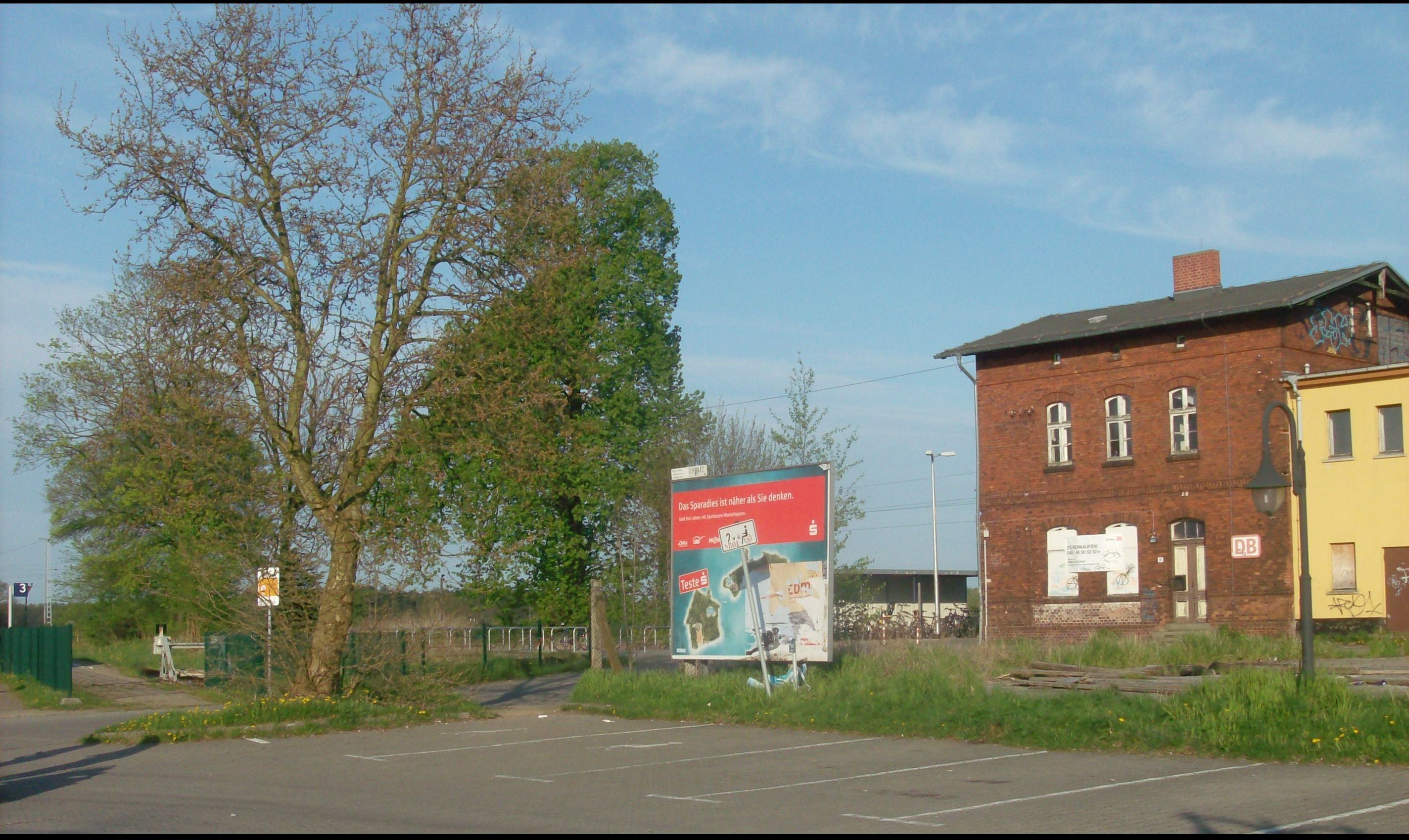
Empfangsgebäude, Straßenseite, links ist der frühere Kleinbahnteil, heute der Bahnsteig 3

In Rövershagen befindet sich der einzige Kunde von DB Cargo an der gesamten Strecke. Ein dort ansässiger Gashändler wird dort regelmäßig mit Kesselwagen beliefert. An der Strecke nach Graal-Müritz zweigt der Gleisanschluss kurz hinter dem Bahnübergang auf der B 105 ab.
Im Jahre 1998 musste die Strecke nach Graal-Müritz aufgrund erheblicher Schäden gesperrt werden. Zunächst wurde Schienenersatzverkehr mit Bussen angeboten. Erst im September begannen 2004 die Bauarbeiten. Zum Fahrplanwechsel drei Monate später konnte die Strecke wieder eröffnet werden.
Mit der Streckensanierung wurde im Bahnhof eine Doppelkreuzweiche entfernt. Durch den Einsatz moderner Triebwagen mit zwei Triebköpfen ist ein Umspannen der Lokomotiven nicht mehr notwendig. Daher kann von Bahnsteig 3 heute nur noch nach Graal-Müritz und nicht mehr nach Ribnitz-Damgarten gefahren werden.
An der westlichen Bahnhofsausfahrt wurde der Bahnübergang im April 2016 erneuert. Dabei wurde auch das Ladegleis an der Ladestraße von anderen Gleisanlagen abgetrennt. Ob der komplette Rückbau des Gleises noch erfolgt, ist noch unbekannt. Der Bahnübergang in Richtung Graal-Müritz wurde bis zum Frühjahr 2015 durch eine elektrische Halbschranke gesichert und vom Stellwerk B1 fernüberwacht. Inzwischen wurde die Anlage modernisiert.
In dem 2021 veröffentlichten Entwurf der Infrastrukturliste für den dritten Gutachterentwurf des Deutschlandtakts wird ein Umbau des Bahnhofs vorgeschlagen. Die Gleisanlagen sollen so umgestaltet werden, dass sich Züge von und nach Graal-Müritz im Bahnhof kreuzen können, der höhengleiche Bahnsteigzugang soll beseitigt werden. Dafür sind (zum Preisstand von 2015) Investitionen von 11 Millionen Euro vorgesehen.

## Anlagen

### Bahnsteige und Gleise

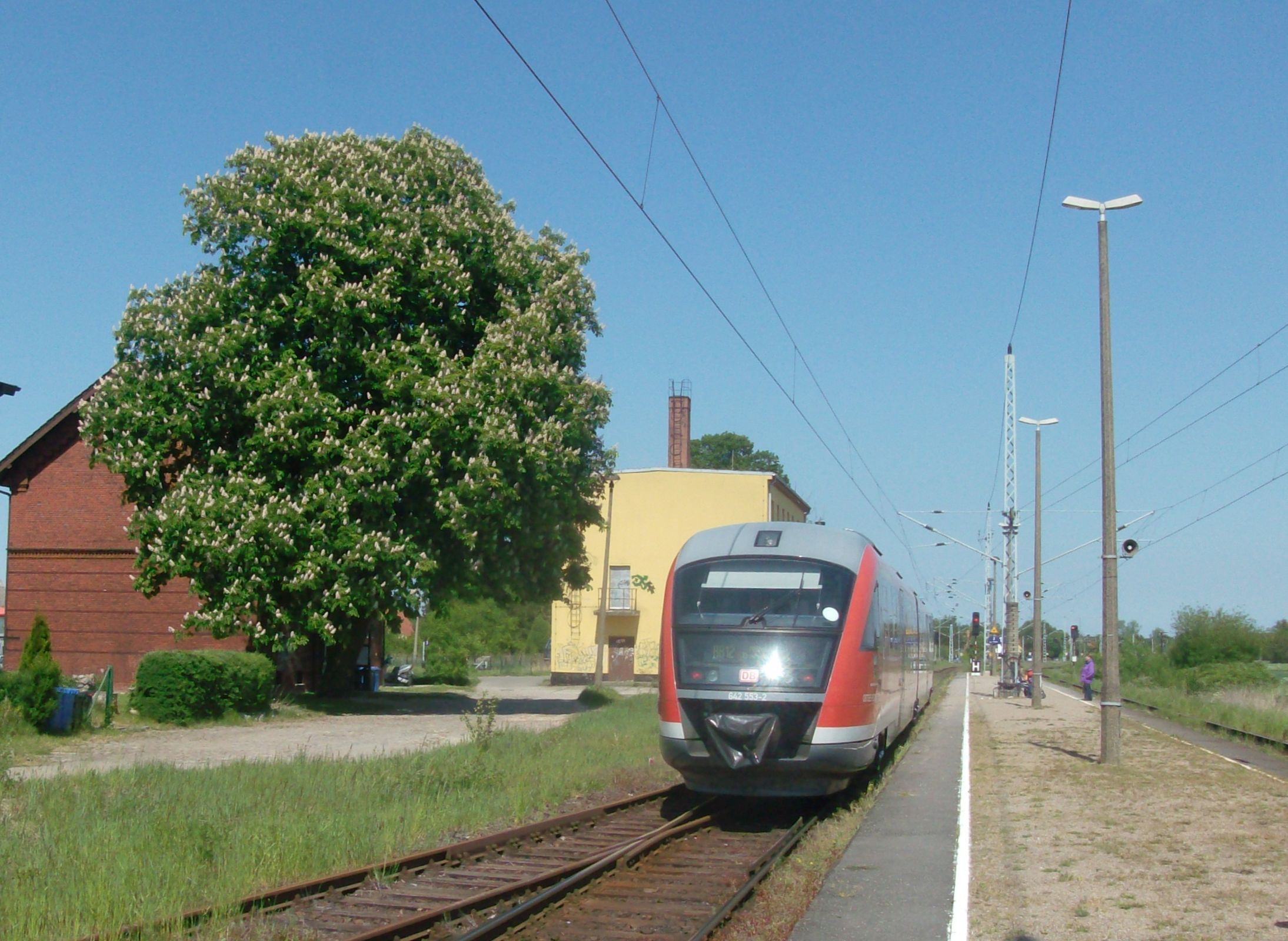
Mittelbahnsteig

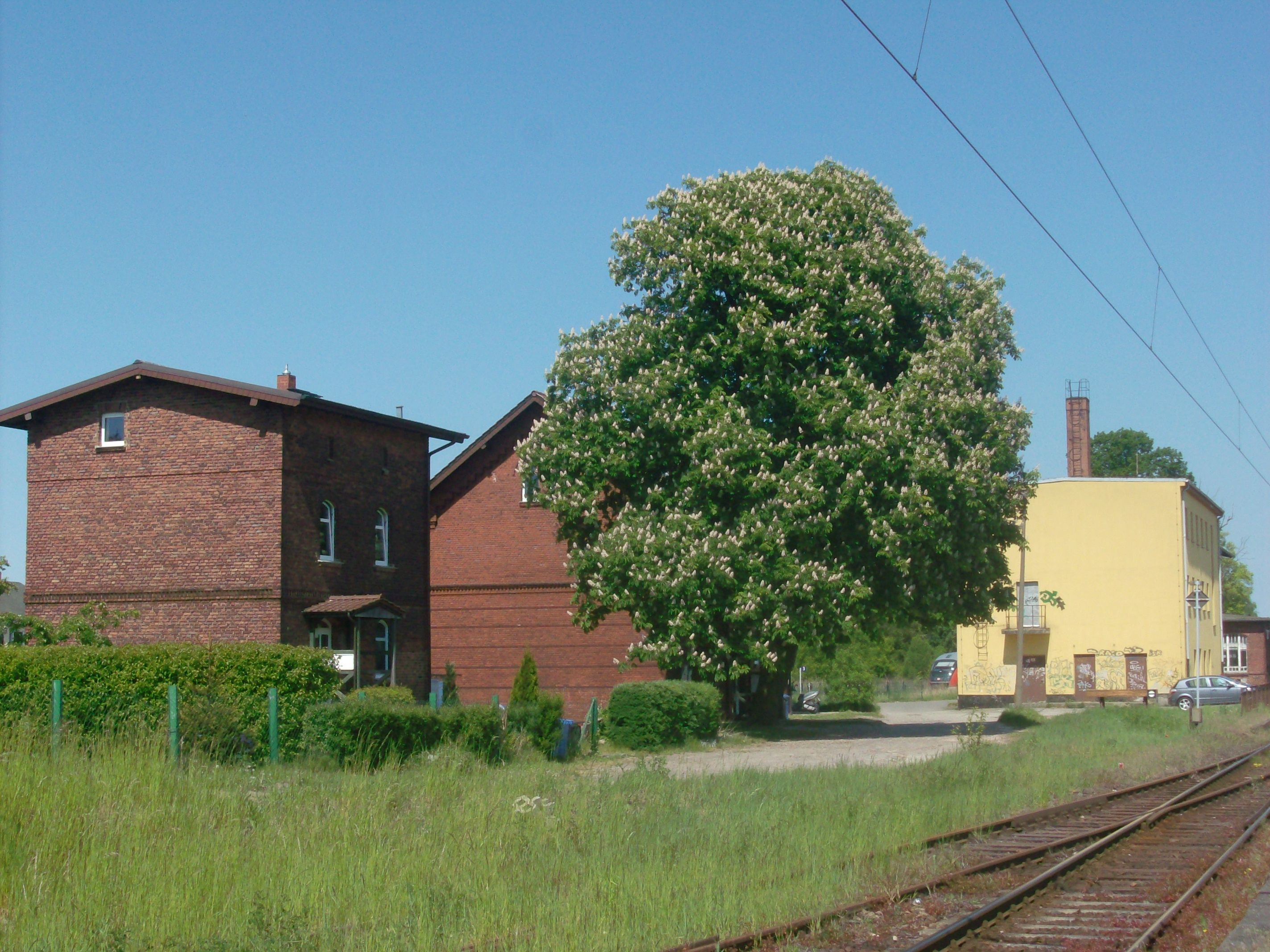
Eisenbahnerwohnhäuser am Bahnhof

Der Bahnhof besitzt einen Mittelbahnsteig an der durchgehenden Strecke Stralsund–Rostock. Nördlich davon gibt es einen separaten Teil mit einem Seitenbahnsteig, der den in Rövershagen beginnenden und endenden Zügen nach Graal-Müritz dient. Nachdem seit 2004 fast alle Züge dorthin von und nach Rostock durchgebunden sind, wird er nur noch von einem Zugpaar mittags genutzt. Bis in die 1990er Jahre bestand noch das Mischwerk, das über eigene Gleisanlagen verfügte und sich der Graal-Müritzer Strecke anschloss. Dieses ist heute aber nicht mehr vorhanden. Der Anschluss des Gashändlers, der bereits älter als die abzweigende Strecke ist, mit Ladestraße verläuft parallel mit der B 105.
Heute weist der Mittelbahnsteig an beiden Seiten eine Länge von 140 Metern und eine Höhe 38 Zentimetern auf. Der dritte Bahnsteig ist 80 Meter lang und 34 Zentimeter hoch.

### Empfangsgebäude
Das Empfangsgebäude an der Strecke Stralsund–Rostock steht unter Denkmalschutz und wird für betriebliche Zwecke und als Wohnhaus genutzt.
Das weiße Empfangsgebäude der Strecke nach Graal-Müritz wurde von der Mecklenburgischen Bäderbahn AG errichtet. Obwohl es nach der Wende saniert wurde, steht es heute nach langer Nutzung als Wohnhaus leer.
Weitere Nebengebäude des Bahnhofs werden heute als Wohnhäuser genutzt.

### Leit- und Sicherungstechnik
Das Rövershagener Bahnhof ist noch mit örtlichem Personal besetzt. Der Fahrdienstleiter ist im Empfangsgebäude untergebracht. Das im Jahre 1991 in Betrieb genommene Stellwerk (B1) ist ein Gleisbildstellwerk der Bauart GS II DR des WSSB. Das Wärterstellwerk W2 verlor somit komplett seine Bedeutung und wurde fast vollständig beseitigt. Seitdem werden die Weichen elektrisch angetrieben. Der Bahnhof ist mit Hl-Signalen gesichert. Bis zum Umbau des Bahnübergangs in Richtung Rostock im April 2016 sicherte man ihn mit mechanischer Halbschranke und elektrischer Winde. Diese Schrankenanlage stammt von der Firma Pintsch-Bamag und wird durch das Stellwerk B1 gesteuert.

## Anbindung
| Linie                    | Verlauf | Takt                                                                                         | Betreiber | Fahrzeugeinsatz               |
| ------------------------ | --- | -------------------------------------------------------------------------------------------- | --------- | ----------------------------- |
| RE 9                     | Rostock Hbf – Rövershagen – Ribnitz-Damgarten West – Velgast – Stralsund Hbf – Bergen auf Rügen – Lietzow – Sassnitz / Ostseebad Binz | 120 min (Rostock–Stralsund) 60 min (Stralsund–Sassnitz/Binz)                                 | ODEG      | Baureihe 4746 Desiro Mainline |
| RE 10                    | (Rostock Hbf – Rövershagen – Ribnitz-Damgarten West – Velgast – ) Stralsund Hbf – Greifswald – Züssow – Pasewalk                      | Mo–Fr: einzelne Züge Rostock–Stralsund                                                       | ODEG      | Baureihe 4746 Desiro Mainline |
| RB 12                    | (Bad Doberan –) Rostock Hbf – Rövershagen – Graal-Müritz / (– Ribnitz-Damgarten West)                                                 | 60 min (Rostock–Graal-Müritz) (nur einzelne Züge von/nach Ribnitz-Damgarten und Bad Doberan) | DB Regio  | Baureihe 642 Desiro Classic   |
| Stand: 10. Dezember 2023 | |                                                                                              |           |                               |